# Adriana González
Adriana González (geboren 1991 in Guatemala-Stadt) ist eine guatemaltekische Opernsängerin (Sopran).

## Leben, Werk
Adriana González studierte an der Universidad del Valle de Guatemala und schloss ihr Studium 2012 mit einem Bachelor of Arts ab. Unmittelbar danach debütierte sie in ihrem Heimatland als Susanna und Fiordiligi in den Mozart-Opern Le nozze di Figaro und Così fan tutte. Sie übernahm auch die Gretel in Humperdincks Hänsel und Gretel und die Euridyce in Glucks Orfeo ed Euridice. Sie ging nach Paris, wurde Mitglied des Atelier Lyrique de l’Opéra National de Paris, sang die Zerlina in Paris-Bobigny und die Despina in Paris-Créteil. Am Palais Garnier war sie als Diane und Première Prêtresse in Glucks Iphigénie en Tauride zu sehen und zu hören. 
2017 wechselte sie an die Oper Zürich, wurde Mitglied des dortigen Internationalen Opernstudios und übernahm die Alice in Rossinis Le Comte Ory, ein Blumenmädchen in Wagners Parsifal sowie die Serpetta in Mozarts La finta giardiniera. Es folgten zahlreiche Einladungen an bedeutende Opernhäuser und rasch kristallisierten sich drei Paraderollen heraus:
- die Micaëla in Bizets Carmen, die sie am Grand Théâtre de Genève, an De Nationale Opera von Amsterdam, an der Oper Frankfurt, in Sanxay, an der Opéra Bastille in Paris, in Toulon und Barcelona sang,
- die Liù in Puccinis Turandot, die sie in Houston, Toulon, Straßburg und an der Hamburgischen Staatsoper verkörperte sowie
- die Gräfin Almaviva in Mozarts Le nozze di Figaro mit Gastspielen in Nancy, Frankfurt, Luxemburg und in einer Neuinszenierung bei den Salzburger Festspielen 2023.

Auch die weiteren Rollen ihres Repertoires reichen von Gluck bis zum Verismo – Echo in Glucks Écho et Narcisse (in Versailles), Pamina in der 
Zauberflöte (in der Oper Burg Gars), Corinna in Rossinis Il viaggio a Reims (am Gran Teatre del Liceu von Barcelona), Juliette in Gounods Roméo et Juliette (in Houston), Brigitta in Tschaikowskis Iolanta (an der Opéra National de Paris) sowie Mimì in Puccinis La Bohème in Barcelona und Toulon.
Sie singt auch eine Reihe von Liederabenden. In einer konzertanten Aufführung an der Opéra national de Lorraine in Nancy war sie als Lia in Debussys L’Enfant prodigue zu hören. Unter Leitung von Fabio Luisi übernahm sie in Parma das Sopransolo in Beethovens Neunter. Verdis Messa da Requiem sang sie unter Leitung von Lorenzo Viotti in Lissabon und unter Fabio Luisi in Dallas.

## Aufnahmen
- 2020 Robert Dussaut & Hélène Covatti Mélodies, mit Iñaki Encina Oyón, Klavier, Audax Records
- 2021 Lieder von Isaac Albéniz, Audax Records
- 2023 À deux voix, mit Marina Viotti und Iñaki Encina Oyón, Audax Records[1]

## Wettbewerbe
- 2019 Operalia, Erste Preisträgerin und Zarzuela-Preisträgerin
- Veronica Dunne International Singing Competition, Irland, Dritter Preis
- Otto Edelmann Gesangswettbewerb, Wien, Erster Preis
- Preis der Oper Burg Gars
- Francisco Viñas International Singing Contest am Liceu Barcelona, Zweiter Preis und Publikumspreis
- Preis der Stadt Wörgl[2]
- Preis des Teatro Real in Madrid
- Preis der Associació d’Amics de l’Òpera in Sabadell
- Preis der Internationalen OpernWerkstatt

## Auszeichnungen
- New Upcoming Artist Award der Hemeroteca Nacional de Guatemala
- 2017 Prix Lyrique des Cercle Carpeaux
- 2021 Bourse Musicien – Jazz et musique classique der Fondation Jean-Luc Lagardère
- 2021 Preis der deutschen Schallplattenkritik für die Einspielung der Dussaut/Covatti-Lieder